# Kaiserboa

Das Verbreitungsgebiet der Kaiserboa

Die Kaiserboa (Boa imperator) ist eine von Mexiko bis ins westliche Kolumbien verbreitete Art der Boas (Boidae).

## Beschreibung
Sie zeichnet sich durch die große Vielfalt des Erscheinungsbildes ihrer Lokalformen aus. So variiert die durchschnittliche Größe adulter Exemplare zwischen einem und drei Metern. Die Männchen bleiben im Mittel 30 bis 40 cm kleiner als die Weibchen. Ebenso unterschiedlich wie die erreichbare Endgröße ist auch die Färbung der einzelnen Lokalformen. Sie reicht von weißen, roten, braunen bis hin zu fast schwarzen Lokalformen. Trotz dieser Vielfalt in der Grundfärbung haben alle Boas dunkel umrandete Sattelflecken auf dem Rücken, deren Form allerdings wieder je nach Unterart und Lokalform variiert. Eine weitere Besonderheit der Kaiserboa ist ihre Fähigkeit, die Farbe je nach Temperatur aufzuhellen oder abzudunkeln. So kann ein im Schatten dunkel gefärbtes Exemplar durch Sonneneinstrahlung schnell um mehrere Farbtöne heller erscheinen.
Die Kaiserboa zeigt eine größere Vielfalt an Färbung, Körperbau und Größe als die nah verwandte Abgottschlange (Boa constrictor). Namensgebend für die Art ist das auf der Stirn liegende Imperatorkreuz, das sich aus einem Streifen zwischen den Augen sowie dem Längsstrich von der Stirn zur Schnauze ergibt. Dieses kann bei einzelnen Individuen aber auch komplett fehlen. Ebenfalls typisch ist die im Vergleich zur Boa constrictor höhere Anzahl an Sattelflecken.

## Verbreitung und Lebensraum
Das Verbreitungsgebiet der Kaiserboa erstreckt sich von der West- bzw. Ostküste Mexikos über ganz Zentralamerika bis in westandine Kolumbien, vom Meeresspiegel bis in 1.000 Meter Höhe. Die verschiedenen Unterarten und Lokalformen bewohnen dabei die unterschiedlichsten Lebensräume. Als typisches Habitat können allerdings Gegenden in Gewässernähe mit hoher Luftfeuchtigkeit und dichtem Buschwerk angesehen werden, auch wenn einzelne Populationen durchaus in Halbwüsten vorkommen.

## Lebensweise
Die Kaiserboa ist dämmerungs- und nachtaktiv. Tagsüber versteckt sie sich in Höhlen, hohlen Bäumen oder anderen Unterschlüpfen und kommt daraus nur zu gelegentlichen Sonnenbädern hervor. Die Jungtiere halten sich vornehmlich im Geäst von Bäumen auf, während erwachsene Exemplare mit zunehmendem Alter und Gewicht fast ausschließlich bodenbewohnend sind. Aber auch hier gibt es Ausnahmen, so lebt die St.-Lucia-Boa auch als erwachsenes Tier größtenteils in Bäumen. Insgesamt zeigt die Abgottschlange wenig Bewegungsdrang. Eine in der Wildbahn mit einem Sender ausgestattete ausgewachsene Boa bewegte sich in einem Zeitraum von zwölf Tagen nur 135 Meter weit.

## Ernährung

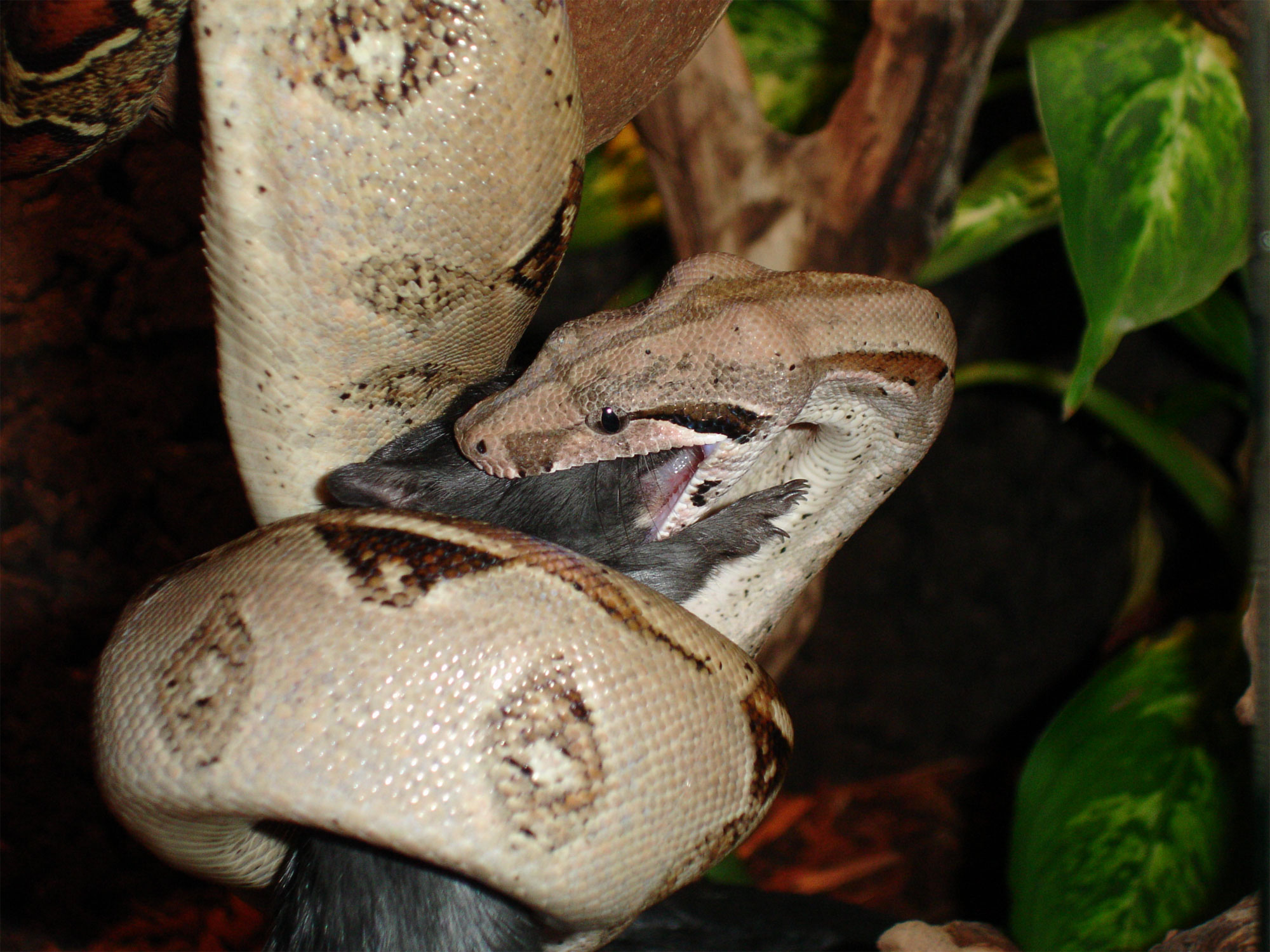
Eine Kaiserboa beim Verschlingen eines Kleinsäugers.

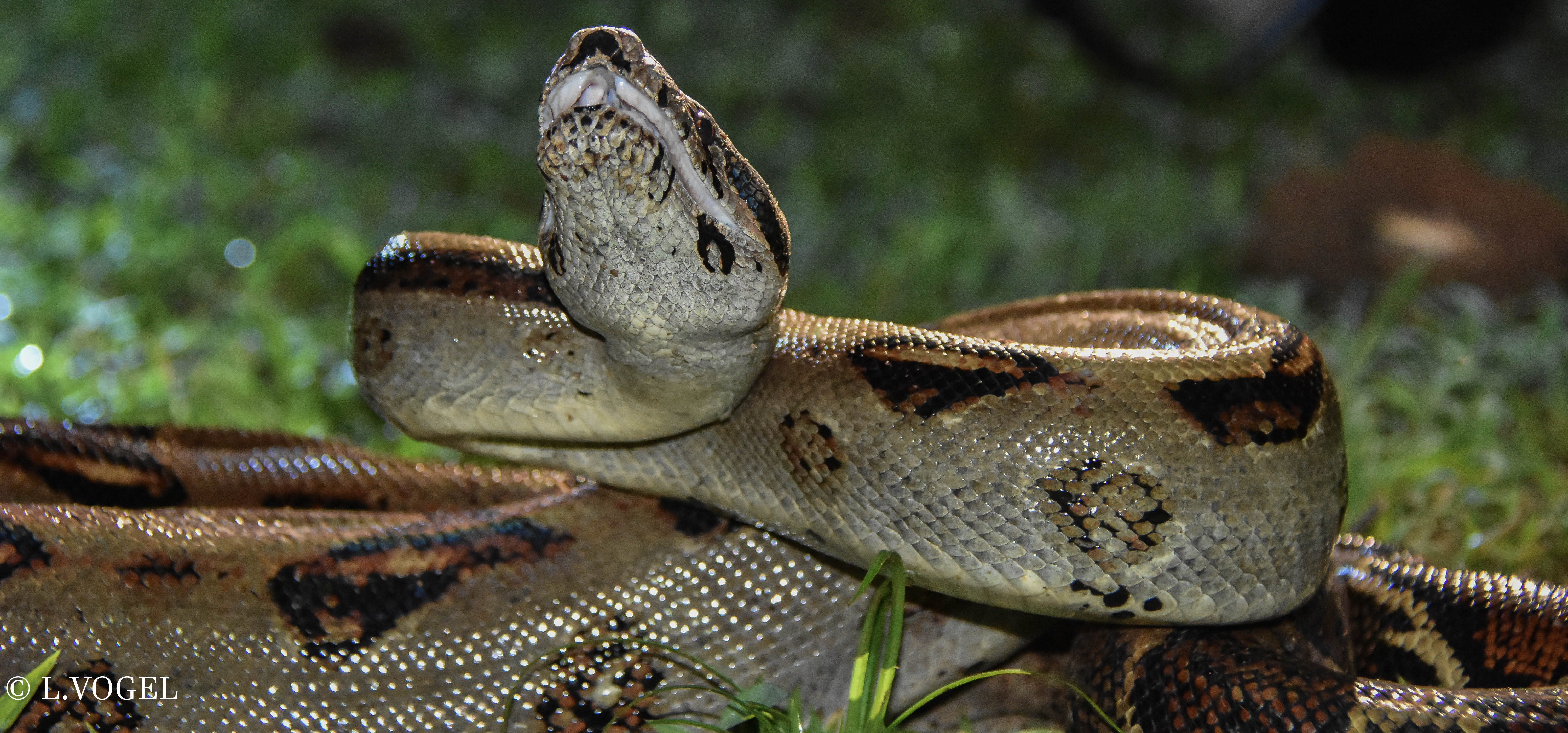

Bis auf Insekten und Spinnen frisst die Kaiserboa alle Tiere, die sie größenmäßig bewältigen kann, selbst kleine Kaimane werden geschlagen. Sie wendet im Allgemeinen zwei unterschiedliche Jagdmethoden an: Entweder sie folgt aktiv den Duftspuren der Beutetiere oder wartet als Lauerjäger auf den günstigen Moment. Wenn die Schlange mit einer dieser Methoden der Beute nahe genug ist, schnappt sie blitzschnell zu und erdrückt das Opfer anschließend mittels ihrer muskulösen Körperschlingen. Die Beute wird dabei so stark zusammengepresst, dass es zu einem Kreislaufkollaps kommt und nicht wie bislang vermutet der Tod durch Erstickung einsetzt. Je nach Größe des Beutetiers kann dieser Vorgang bis zu 16 Minuten dauern und stellt für die Schlange eine erhebliche Anstrengung dar. Um keine unnötige Energie zu verbrauchen, fühlt die Schlange den Herzschlag der Beute und beendet den Würgevorgang, sobald der Herzstillstand eingetreten ist.
Eine besondere Jagdmethode konnte zudem bei jungen Boas beobachtet werden: Sie bewegen ihren Schwanz wie einen Wurm und locken so Echsen aktiv an.

## Fortpflanzung
Aufgrund mangelnder Feldforschung muss bei der Fortpflanzung auf die Erfahrungen aus der Terrarienhaltung zurückgegriffen werden. Die entsprechenden Aktivitäten finden – je nach Unterarten verschieden – nur in bestimmten Monaten statt. Während dieser Paarungszeiten sondert das Weibchen Sexuallockstoffe ab, denen die Männchen aktiv folgen. Trifft das Männchen dann auf das Weibchen, kratzt es mit seinen Afterspornen an den Flanken des Weibchens, bis dieses schließlich den Schwanz hebt und das Eindringen des Hemipenis gestattet. Die Werbung kann sich über Wochen hinziehen, ebenso finden immer eine Vielzahl von Paarungen, die durchaus mehrere Stunden andauern, statt. Die Kaiserboa bringt lebende Junge zur Welt, die bei der Geburt von einer dünnen Haut, der so genannten Eimembran oder Eihülle, umgeben sind. Zwischen Ovulation und Geburt vergehen im Mittel 120 bis 150 Tage, wobei der Zeitpunkt des Absetzens der Jungtiere häufig mit Regen einhergeht. Während und nach dem Geburtsvorgang verteidigt das Weibchen seine Jungen, auch wurde beobachtet, wie Weibchen ihren Jungen durch Anstoßen mit der Schnauze aus der Eihülle halfen oder sie zum Wegkriechen animierten. Nach der Geburt sind die Jungschlangen vollständig entwickelt und gehen selbstständig auf Nahrungssuche.

## Systematik
Die Kaiserboa wurde im Jahr 1803 durch den französischen Zoologen François-Marie Daudin erstmals wissenschaftlich beschrieben. Sie galt lange Zeit als Unterart der Abgottschlange (Boa constrictor). Genauere genetische Untersuchungen ergaben aber, dass es sich aber um eine eigenständige Spezies handelt. Boa imperator und Boa constrictor wurden während der Entstehung der nördlichen Anden vor etwa 3,5 Millionen Jahren voneinander getrennt (Allopatrische Artbildung). Beide Arten unterscheiden sich in ihrem Cytochrom-b-Genom zu 5 bis 7 % während sich die verschiedenen Populationen innerhalb der beiden Arten nur zu 2 bis 3 % unterscheiden.
Neben der Nominatform der Kaiserboa wird eine Unterart anerkannt, die Sabogaboa (Boa i. sabogae), die auf den Perleninseln im Golf von Panama vorkommt. Ihre Grundfärbung ist sehr hell, von beige über hellgrau bis hin zu ocker. Die schmalen Sattelflecken sind häufig reduziert oder fehlen ganz. An den Flanken befinden sich ungleichmäßige Flecken oder Stricke. Die Schwanzflecken sind intensiv rot bis orange und gelb umrandet. Die Augenfarbe reicht von Weiß bis hin zu Rot. Die Endgröße liegt bei 200 bis 220 cm.
Auf dem mittelamerikanischen Festland und auf anderen Inseln kommen verschiedene, meist regional isolierte Formen vor, die nicht den Status von Unterarten haben. Die nachstehende Auflistung wurde anhand des Verbreitungsgebiets von Norden nach Süden sowie Westen nach Osten vorgenommen.

### Festlandformen
- Sonora: Das Verbreitungsgebiet erstreckt sich auf die Region Sonora im Nordwesten Mexikos. Die Tiere erreichen im Durchschnitt eine Länge von 160 bis 200 cm. Die Grundfärbung ist dunkelgrau, das Imperatorkreuz ist meistens vorhanden.
- Mexiko: Das Verbreitungsgebiet zieht sich über die südliche Ostküste von Mexiko bis hinunter nach Guatemala, genauer von Tamaulipas bis zur Yucatan-Halbinsel. Die erreichbare Endgröße ist strittig, Stöckl & Stöckl[13] sprechen von der kleinsten Kaiserboa mit einer durchschnittlichen Endgröße von 100 bis 140 cm während Bonny[14] von einem 270 cm großen Exemplar berichtet. Insgesamt ist der Körperbau sehr schlank, das Imperatorkreuz ist nur selten vorhanden und die Grundfärbung besteht aus hellen, ins Gelbliche gehende Brauntönen. Viele Exemplare besitzen eine orange gefärbte Unterseite. Das Sattelfleckenmuster ist oft seitlich miteinander verbunden.
- Honduras: Die als Honduras-Variante bezeichneten Kaiserboas stammen aus Importen, die Mitte der 1980er Jahre nach Deutschland gelangten. Das genaue Verbreitungsgebiet dieser Lokalform ist nicht bekannt, dürfte sich aber über die gesamte Atlantikküste erstrecken. Die durchschnittliche Größe liegt bei 150 bis 180 cm. Diese Tiere unterscheiden sich von anderen Kaiserboas durch ihre rundere und insgesamt schlankere Kopfform. Das Imperatorkreuz ist häufig vorhanden. Die Grundfärbung ist ein rötliches Dunkelbraun. Bei vielen Tieren ist die Unterseite rosa bis rot gefärbt.
- El Salvador: El Salvador ist die Heimat von Kaiserboas, die eine hell- bis dunkelgraue Grundfärbung aufweisen, aber auch fast schwarze Exemplare sind bekannt, deren Sattelflecken häufig miteinander verbunden sind. Das Imperatorkreuz ist meistens vorhanden. Die durchschnittliche Endgröße liegt zwischen 150 und 200 cm.
- Nicaragua: Im Vergleich zu der Lokalform aus El Salvador sind die Kaiserboas in Nicaragua heller gefärbt, weisen aber ebenfalls meistens eine Verbindung der Sattelflecken auf. Das Imperatorkreuz ist fast immer vorhanden. Viele Kaiserboas aus Nicaragua besitzen zudem schwarze Einsprenkelungen am ganzen Körper. Die durchschnittliche Größe liegt zwischen 170 und 200 cm.
- Costa Rica: Aus Costa Rica sind zwei unterschiedliche Lokalformen bekannt. Die Variante von der Pazifikküste besitzt eine helle Grundfärbung, die von olivgrün bis beigegelb reicht. Die Schwanzflecken sind häufig rot gefärbt. Die Verbreitung der zweiten Variante wird an der Küste des Karibischen Meeres vermutet. Diese Exemplare sind grau bis dunkelgrau gefärbt, die Färbung der Sattelflecken geht ins Rötliche. Die durchschnittliche Endgröße beider Varianten beträgt 240 bis 280 cm.
- Panama: Diese Variante zählt zu den noch am wenigsten erforschten Kaiserboas. Die Grundfärbung ist grau bis dunkelgrau mit recht dünnen und weit auseinanderliegenden Sattelflecken. Die Endgröße dürfte bei etwas über zwei Metern liegen.
- Kolumbien: Das Verbreitungsgebiet erstreckt sich vom Süden Panamas über Kolumbien bis nach Venezuela westlich der Anden. Die exakte Abgrenzung zur benachbarten Boa c. constrictor ist nicht möglich, so dass zumindest in den Übergangsgebieten mit Mischformen gerechnet wird. Hier fehlen allerdings herpetologische Studien. Die Grundfärbung reicht von hellgrau bis mittelbraun mit rötlich gefärbten Schwanzflecken, es wurden aber auch schon gelbliche oder orange Exemplare gesichtet. Das Imperatorkreuz ist nur teilweise vorhanden und kann nicht als Unterscheidungsmerkmal zur Boa c. constrictor gelten. Der Körperbau ist insgesamt sehr massig, die Endgröße liegt im Durchschnitt bei 240 bis 300 cm.
- Ecuador: Die genaue Eingrenzung des Verbreitungsgebietes innerhalb von Ecuador ist mangels Studien nicht möglich. Die Grundfärbung dieser Kaiserboas ist hell- bis dunkelgrau mit deutlich auseinanderstehenden dünnen Sattelflecken. Selbst die Weibchen dieser Variante werden selten größer als 200 cm.

### Inselformen
- Sigmaboa (Mexiko): Das Verbreitungsgebiet sind die Marias-Inseln an der Pazifikküste von Mexiko. Die Grundfärbung ist hellgelb bis hellbraun, die Sattelflecken sind häufig miteinander verbunden. Die durchschnittliche Endgröße dürfte bei etwa 200 cm liegen.
- Crawl Cay (Belize): Das Verbreitungsgebiet ist die Crawl Cay Insel in der Karibischen See. Diese Variante zeichnet sich durch einen sehr muskulösen Körperbau sowie eine längliche Kopfform aus. Die Grundfärbung ist hellgrau bis beigebraun mit sehr dunklen Sattelflecken. Häufig sind schwarze Einsprenkelungen über den gesamten Körper vorhanden. Die Endgröße reicht von 150 bis 180 cm.
- Cay Caulker (Belize): Das Verbreitungsgebiet ist die Caye Caulker vor der Küste von Belize. Bei dieser Variante fehlt die rote Färbung vollkommen. Der Grundton ist ein helles Grau mit ebenfalls grauen, teilweise zusammenhängenden Sattelflecken. Das Imperatorkreuz ist häufig vorhanden. Die Endgröße reicht von 130 bis 150 cm.
- Hog Island (Honduras): Das Verbreitungsgebiet sind die Schweineinseln an der Atlantikküste von Honduras. Die Grundfärbung dieser Variante ist sehr hell bis weiß, die ebenfalls hellgrauen bis hellbraunen Sattelflecken heben sich kaum ab. Teilweise können aber auch hellorange Exemplare vorkommen. Die Endgröße liegt bei etwa 200 cm.
- Islas de la Bahia (Honduras): Die Hauptinseln Utila, Roatan und Guanaja der Islas de la Bahía vor der Karibikküste von Honduras sind das Verbreitungsgebiet dieser dunkelbraunen bis rötlichbraunen Variante. Die Unterseite ist häufig rot gefärbt, was diesen Kaiserboas auch den Namen „Firebellies“ beschert hat. Die durchschnittliche Endgröße liegt bei etwa 200 cm.
- Corn Islands (Nicaragua): Das Verbreitungsgebiet dieser Inselvariante sind die Corn Islands an der Atlantikküste Nicaraguas. Mangels genügender Typusexemplare kann keine Beschreibung vorgenommen werden, Bonny berichtet jedoch von keinen nennenswerten Abweichungen gegenüber der Festlandform. Allerdings sollen diese Tiere nur wenig über 100 cm groß werden.[15]

## Kaiserboa und Mensch
Die Mexikaner verehrten die Kaiserboa als Boten oder Abgesandten der Götter. Dementsprechend galten die Bewegungen als Hinweise für den Menschen, das Zischen soll ein Zeichen für bevorstehendes Unglück gewesen sein. Die charakteristische Zeichnung der Kaiserboa findet sich als Motiv auch auf zahlreichen präkolumbischen Keramiken. So wird aus dem gehäuften Auftreten dieses Musters auf Artefakten der Ausgrabungsstätte Sitio Conte in Panama auf eine besondere Rolle der Kaiserboa in der Mythologie der Gran-Coclé-Kultur geschlossen.
Den praktischen Nutzen der Kaiserboa erkannten auch die ersten Einwanderer. So hielten die aus Afrika stammenden Feldarbeiter die Schlangen tagsüber in Kisten, um sie nachts frei im Haus zur Bekämpfung der Nagetiere leben zu lassen. In Europa und Nordamerika waren die Boas hingegen fester Bestandteil der wandernden Tierbuden, wobei die Pfleger versuchten, sie mit Decken und Wärmflaschen am Leben zu erhalten. In der heutigen Zeit sind die Kaiserboas aber eher als Haus- denn als Nutztiere in der Terrarienhaltung vertreten, mit verschiedenen Auswirkungen auf das natürliche Vorkommen. Von den Schweineinseln wurde die dort existierende helle Lokalform der Kaiserboa zwischen 1979 und 1986 in so hohen Stückzahlen für die Terrarienhaltung exportiert, dass bei einer Feldstudie 1988 nur noch Jungtiere auffindbar waren. 1993 erklärte die Regierung Honduras die Schweineinseln zum Naturschutzgebiet, so dass seitdem keine weiteren Exporte mehr stattfinden.